# Zbór Kościoła Chrześcijan Baptystów w Kłodzku
Zbór Kościoła Chrześcijan Baptystów w Kłodzku – zbór Kościoła Chrześcijan Baptystów znajdujący się w Kłodzku, przy ulicy Tetmajera 22.
Zbór powstał na skutek działalności zboru wrocławskiego.
Nabożeństwa odbywają się w każdą niedzielę o godzinie 11:00.